# 古瀬登
古瀬 登（ふるせ のぼる、1955年1月20日 - ）は日本のアニメーター。アニメ演出家。アニメ監督。
デビュー作は劇場版『ルパン三世 ルパンVS複製人間』の原画。その後、『スプーンおばさん』や『うる星やつら』で作画監督として昇格したあと、出崎統監督や竹内啓雄監督の作品に多く関わる。キャラ作画は、面長顔に目のつり上がりが強いデザインである。

## 主な参加作品

### テレビアニメ
- ヤッターマン（1977年-1979年）原画・動画
- 鉄腕アトム（1980年-1981年）原画　※第1話、第5話、第9話、第14話、第29話
- うる星やつら（1981年-1986年）作画監督
- 忍者ハットリくん（1981年-1987年）作画監督
- ピュア島の仲間たち（1983年）作画
- スプーンおばさん（1983年-1984年）総作画監督
- 魔法の天使クリィミーマミ（1983年-1984年）作画監督
- 魔法の妖精ペルシャ（1984年-1985年）エンディングアニメーション
- めぞん一刻（1986年）オープニング・エンディングアニメーション
- ルパン三世 バイバイ・リバティー・危機一発!（1989年）キャラクターデザイン・作画監督
- ルパン三世 ヘミングウェイ・ペーパーの謎（1990年）キャラクターデザイン・作画監督
- ルパン三世 ナポレオンの辞書を奪え（1991年）キャラクターデザイン
- ある日、ラブソングを（1991年）キャラクターデザイン
- はじめ人間ゴン（1996年-1997年）オープニングアニメーション・作画監督
- 名探偵コナン（1996年-）原画
- 孔子傳（1995年）アニメーションキャラクターデザイン・総作画監督
- 頭文字D（1998年）キャラクターデザイン・総作画監督
- アストロボーイ・鉄腕アトム（2003年）絵コンテ・作画監督　※第23話、第36話、第43話
- ブラック・ジャック（2004年-2006年）絵コンテ・演出・原画
- NIGHT HEAD GENESIS（2006年）キャラクターデザイン・総作画監督
- トランスフォーマー アニメイテッド（2007年-2009年）絵コンテ・演出
- ルパン三世 霧のエリューシヴ（2007年）作画監督
- ジュエルペット サンシャイン（2011年）ED原画
- ズモモとヌペペ（2012年）作画監督・原画 (第3話)
- ダンボール戦機W（2012年）原画
- ポケットモンスター ベストウイッシュ シーズン2 デコロラアドベンチャー（2013年）作画監督・原画
- はじめの一歩 Rising（2013年）絵コンテ
- 聖剣使いの禁呪詠唱（2015年）作画監督
- ジュエルペット マジカルチェンジ（2015年）作画監督
- リルリルフェアリル〜妖精のドア〜（2016年）作画監督
- はんだくん（2016年）作画監督
- トライブナイン（2022年）作画監督

### OVA
- メガゾーン23（1985年）作画監督補
- バリバリ伝説（1987年）作画監督
- パンツの穴 まんぼでGANBO!（1987年）キャラクターデザイン・作画監督
- 風を抜け!（1988年）監督・キャラクターデザイン・作画監督
- エースをねらえ!2（1988年）チーフディレクター
- ガッデム（1990年）監督・キャラクターデザイン・作画監督・絵コンテ
- 三毛猫ホームズの幽霊城主（1992年）作画監督
- 特捜戦車隊ドミニオン（1993年-1994年）監督・キャラクターデザイン・絵コンテ(1-3)
- KEY THE METAL IDOL（1997年）作画監督
- 新・男樹（1998年）キャラクターデザイン
- ジョジョの奇妙な冒険（2000年-2001年）第1話監督

### 劇場アニメ
- ルパン三世 ルパンVS複製人間（1978年）原画
- 綿の国星（1984年）作画監督補佐
- エースをねらえ!2（1988年）監督[1] ※OVA前半の再編集作品
- サンリオアニメフェスティバル 第1回（1989年）オープニングアニメーション
- マイメロディの赤ずきん（1989年）レイアウト
- ぽこぽんのゆかいな西遊記（1990年）サブキャラクターデザイン
- けろけろけろっぴの三銃士（1991年）レイアウト
- サンリオアニメフェスティバル 第3回（1991年）ブリッジ原画
- BUDDHA2 手塚治虫のブッダ -終わりなき旅-（2014年）原画
- ポケモン・ザ・ムービーXY 光輪の超魔神 フーパ（2015年）原画

### Webアニメ
- 無限の住人-IMMORTAL-（2019年）作画監督